# کپنهاگ سابوربیتالز
کپنهاگ سابوربیتالز (انگلیسی: Copenhagen Suborbitals) شرکت هوافضای دانمارکی است، که در سال ۲۰۰۸ تأسیس شد.